# Nicolas Morn
Nicolas Morn (23 de fevereiro de 1932 — 14 de março de 1997) foi um ciclista luxemburguês, que competiu na prova individual e por equipes do ciclismo de estrada nos Jogos Olímpicos de 1952, disputadas na cidade de Helsinque, Finlândia.